# Nihil obstat
Nihil obstat (latinsky nic nepřekáží či nic nebrání) je prohlášení o neexistenci překážek ve vztahu k určité skutečnosti. Užívá ho katolická církev k potvrzení nezávadnosti publikovaných knih – prohlášení potvrzuje, že publikovaná kniha není v rozporu s katolickou vírou nebo morálkou. V tomto užití je prohlášení prvním z celkem tří kroků, když po něm následuje imprimi potest a imprimatur.
Nihil obstat je také součástí latinské formule, jíž rektor Univerzity Karlovy uděluje souhlas s doktorskou promocí.